# 阿莱克西·安特凯维奇
阿莱克西·安特凯维奇（波蘭語：Aleksy Antkiewicz，1923年11月12日—2005年4月3日），波兰男子拳击运动员。他曾代表波兰参加1948年和1952年夏季奥林匹克运动会拳击比赛，获得一枚银牌和一枚铜牌。